# USS New York (ACR-2)
El USS New York (ACR-2) fue un crucero acorazado de la  Armada de los Estados Unidos. Fue el cuarto buque que recibió el nombre del estado de Nueva York, fue renombrado como  USS Saratoga y después como USS Rochester (CA-2).
Autorizado por el Congreso en 1888, fue puesto en grada el 19 de septiembre de 1890 por los astilleros William Cramp and Sons, de Filadelfia, botado el 2 de diciembre de 1891, amadrinado por Helen Page, y comisionado el 1 de agosto de 1893, al mando del Capitán John Philip.

## USSNew York(ACR-2)
Asignado a la escuadra del atlántico sur, el New York partió desde el Puerto de Nueva York el 27 de diciembre de 1893 con rumbo Río de Janeiro, a donde llegó en enero de 1894, retorno a los Estados Unidos el 23 de marzo, vía Nicaragua y las Indias occidentales. Fue transferido a la escuadra del atlántico norte en agosto, y retorno a las indias occidentales para realizar ejercicios de invierno.
Retornó a Nueva York, y se unió a la escuadra europea en 1895, y representó a los Estados Unidos en la apertura Canal de Kiel. Volvió a ser asignado a la escuadra del atlántico norte, y operó desde Fort Monroe, Charleston (Carolina del Sur), y Nueva York a lo largo de 1897.
El New York partió de Fort Monroe el 17 de enero de 1898 hacia Key West. Tras el inicio de la  Guerra hispano-estadounidense en abril, El New York partió hacia Cuba y bombardeo las defensas de Matanzas, después, se unió a otros buques norteamericanos en San Juan de Puerto Rico. En mayo, participó en la búsqueda de la escuadra española. Tras no encontrarla, participó en el bombardeo del Castillo del Morro en San Juan (12 de mayo). El New York fue el buque insignia de la escuadra del almirante Sampson, planeó la campaña de Santiago de Cuba; la batalla naval de Santiago de Cuba, del 3 de julio, que finalizó con la completa destrucción de la flota española del almirante Pascual Cervera
El crucero, navegó hasta Nueva York el 14 de agosto, para recibir la bienvenida en su vuelta a casa. En el año siguiente, el crucero, estuvo asignado con varias milicias navales estatales en Cuba, Bermuda, Honduras, y Venezuela y realizó operaciones tácticas de verano en Nueva Inglaterra. El 17 de octubre de 1899, partió de New York hacia zonas problemáticas en centro y sur América.
El New York fue transferido a la flota asiática en 1901, navegó vía Gibraltar, Puerto Saíd, y Singapur rumbo al Cavite, donde fue buque insignia de la flota del pacífico. Navegó hacia Yokohama en julio para rendir tributo en el homenaje a la expedición de Oliver Hazard Perry. En octubre, el New York visitó las islas Samar como parte de la campaña contra los insurgentes. El 13 de marzo de 1902, puso rumbo a Hong Kong y otros puertos  Chinos. En septiembre, visitó Vladivostok, Rusia, después se detuvo en Corea antes de retornar a San Francisco (California) en noviembre. En 1903, el New York fue transferido a la escuadra del pacífico y navegó con ella a Amapala, Honduras en febrero para proteger intereses estadounidenses durante las revueltas que allí. Navegó vía Bahía de Magdalena, el crucero, retornó a San Francisco, para recibir al presidente Theodore Roosevelt. En 1904, El New York se unió a la escuadra de crucero en Panamá y Perú, Después, se presentó en Puget Sound en junio donde fue buque insignia de la escuadra del pacífico. En septiembre, hizo respetar la orden presidencial de neutralidad durante la guerra ruso-japonesa. El New York estuvo en Valparaíso, Chile, desde el 21 de diciembre de 1904 hasta el 4 de enero de 1905, después, navegó hasta Boston y fue dado de baja el 31 de marzo para ser modernizado.
Devuelto al servicio activo el  15 de mayo de 1909, el New York partió desde Boston el 25 de junio hacia Argelia y Nápoles donde se unió a la escuadra de cruceros acorazados el 10 de julio y navegó con dicha escuadra rumbo a los Estados Unidos el 23. Fue puesto en reserve el 31 de diciembre.
Fue dado de alta de Nuevo el  1 de abril de 1910, El New York navegó vía Gibraltar, Puerto Saíd, y Singapur para unirse a la flota asiática en Manila el  6 de agosto.
Fue renombrado Saratoga el 16 de febrero de 1911, para dejar disponible el nombre de New York para asignárselo al acorazado USS New York (BB-34).

## USSSaratoga(ACR-2)
El crucero pasó los cinco años siguientes en el lejano oriente, navegó hacia Bremerton (Washington). El 6 de febrero de 1916, el Saratoga fue traspasado a la flota de reserva del pacífico.
El  Saratoga fue devuelto al servicio activo el 23 de abril de 1917, y se unió a las fuerzas de patrulla el 7 de junio. En septiembre, el Saratoga partió hacia México para contrarrestar las actividades enemigas. En Ensenada (Baja California), el Saratoga interceptó y ayudó a capturar mercantes que transportaban 32 agentes alemanes.
En noviembre, cruzó el Canal de Panamá, y se unió a la fuerza de cruceros de la flota atlántica en Hampton Roads. Fue renombrado Rochester el 1 de diciembre de 1917, para dejar libre el nombre de Saratoga para un nuevo crucero de batalla, el USS Saratoga (CC-3) (finalizado como el portaaviones USS Saratoga (CV-3).

## USSRochester(CA-2)
Antes de escoltar convoyes a Francia, El Rochester comenzó la instrucción de su tripulación en la Bahía Chesapeake. En marzo de 1918, comenzó a escoltar convoyes y continúo en esta actividad hasta el final de la guerra. En su tercera misión, con el convoy HM-58, un U-boat torpedeó al vapor británico Atlantian el 9 de junio. El Rochester intentó ayudarlo, pero el Atlantian se hundió en 5 minutos. Otros buques, intentaron ayudarlo a localizar al submarino, pero no consiguieron localizarlo.
Tras el armisticio, el Rochester sirvió como transporte de tropas para llevarlos de vuelta a casa. En mayo de 1919, sirvió como buque insignia de una escuadra de destructores. A comienzos de los años 20 operaba en la costa este.
A comienzos de 1923, el Rochester navegó hasta Guantánamo para otro periodo de servicio en las costas de Centro y sur América.
En el verano de 1925, el Rochester transportó al general Pershing y otros miembros de su comisión hasta Arica, Chile para el arbitraje de la disputa de Tacna-Arica y permaneció allí el resto del año. En septiembre de 1926, ayudó a mantener la paz durante los tumultos de Nicaragua.
Tras un tranquilo 1927, el Rochester relevó al cañonero USS Tulsa (PG-22) en Corinto en 1928 como fuerza expedicionaria contra los bandidos que operaban en el área. Los disturbios, crecieron en Haití en 1929, y la oposición al gobierno era dura. El Rochester transportó a la 1.ª Brigada Provisional de Marines a Puerto Príncipe. En 1930, el Rochester transporto a la comisión de 5 hombres enviados a investigar la situación. En marzo, retornó junto con los marines a los Estados Unidos. Ayudó al petrolero H. W. Bruce, dañado en una colisión el 24 de mayo.
En 1931, hubo un terremoto en Nicaragua. El Rochester fue la primera ayuda en llegar a la zona para trasladar a los refugiados desde el área.L os Bandidos de la zona, habían tomado ventaja de la caótica situación y el Rochester navegó a la zona para controlar estas actividades.
El Rochester partió rumbo a Balboa el 25 de febrero de 1932 para unirse a la flota del pacífico. Llegó a Shanghái el 27 de abril, para unirse a la flota en el río Yangtze en junio, donde permaneció hasta su retorno a Cavite para ser dado de baja el 29 de abril de 1933. Permaneció en los astilleros Olóngapo en la Bahía de Súbic los siguientes 8 años. Su nombre, fue borrado del registro naval de buques el 28 de octubre de 1938, y fue echado a pique en diciembre de 1941 para evitar su captura por los japoneses.

## Buceo en elNew York
Desde que fuera echado a pique, el pecio del New York se transformó con el paso del tiempo en un arrecife artificial. El crecimiento de la industria turística, se expandió en la zona, y llegó a ser un lugar de vacaciones de buceo. El New York es uno de los destinos de buceo más solicitado de Asia, ya que se encuentra a escasa profundidad (18 a 27 m), y a la facilidad de acceso y la proximidad de otros pecios y actividades.
El lugar, permite a los buceadores principiantes tomar vistas de un pecio histórico, donde se conservan sus cañones de 203 mm y 18  de longitud. Los 110 metros de longitud dan un área repleta de corales, esponjas que desde hace 60 años, han convertido el buque en su hábitat. Las escorpenas, son comunes, y los buceadores, deben evitar el contacto con ellas, por ser peligrosas. Los buceadores con alguna experiencia pueden explorar la zona de las hélices sumergidas a unos 60 m y los más experimentados, pueden explorar incluso la sala de máquinas, que se conservan en excelentes condiciones si entran con un único tanque de oxígeno.

## Anexos
- Anexo:Cruceros acorazados por país
- Anexo:Cruceros de la Armada de los Estados Unidos